# تخطيط جراحي
الأيسر

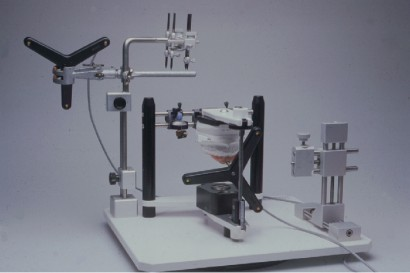
التخطيط الجراحي باستخدام تصفح قطعة العظم في عملية قطع عظم الفك القائم على النماذج المثبتة في المفصلة (التسجيل القائم على الأجهزة تحت الحمراء)

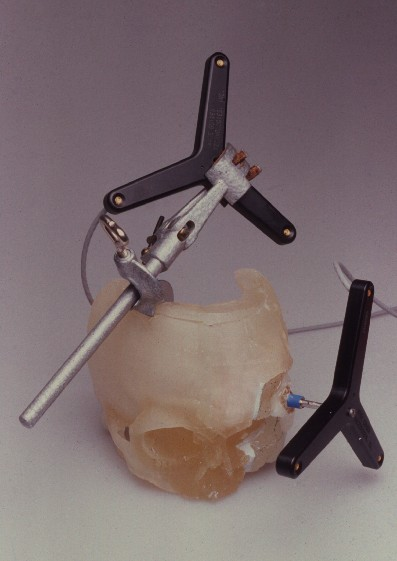
التخطيط الجراحي باستخدام تصفح قطعة العظم في عملية قطع عظم الحجاج الأيسر القائم على نماذج التصوير النحتي المجسم (التسجيل القائم على تحت الحمراء)

التخطيط الجراحي هو طريقة تسبق العملية الجراحية بغرض تحديد تصور مبدئي للمداخلة الجراحية من أجل تعيين مسبق للخطوات الجراحية، بالإضافة إلى تحديد طريقة عمل متصفح قطعة العظم في إطار الجراحة بمساعدة الحاسوب.
ويعد التخطيط الجراحي الأهم في جراحة الأعصاب وجراحة الفم والوجه والفكين. ويتم عمل التخطيط الجراحي للمريض عمومًا عن طريق استخدام نظام التصفح الطبي.

## مبادئ التخطيط الجراحي
تعتمد مجموعات البيانات التصورية المستخدمة في التخطيط الجراحي على التصوير المقطعي المحوسب أو التصوير بالرنين المغناطيسي. أما في جراحة الفم والوجه والفكين فإنه يمكن استخدام تخطيط جراحي أكثر اختلافًا "traditional" في جراحة الفم يُقام على النماذج المسبوكة الثابتة في المفصلة.

## تاريخ المفهوم
لإتمام عملية التخطيط الجراحي، يتوجب على الفرد عمل صورة ثلاثية الأبعاد للمريض. وكانت صاحب نقطة البداية هو المهندس غودفري هاونسفيلد وكان ذلك في حقبة الثمانينيات عن طريق استخدام تقنية التصوير بالرنين المغناطيسي لتسجيل البيانات المتعلقة بالوضع التشريحي للمرضى. في حقبة التسعينيات، ظهرت العديد من التطورات التي قام بها مايكل فانير أخصائي الأشعة وفريق عمله عن طريق إنشاء اسْتِبْناء ثلاثي الأبعاد محوسب من مجموعة بيانات التصوير بالرنين المغناطيسي. وفي بداية الحقبة الأخيرة من القرن العشرين، كان يتم استخدام نماذج التصوير النحتي المجسم في التخطيط الجراحي. وفي نهاية هذه الحقبة، تم استخدام التخطيط الجراحي الافتراضي الكامل القائم على الحاسوب لأول مرة في عملية القطع العظمي ومن ثم انتقل إلى غرفة العمليات بواسطة جهاز التصفح.